# Ангельн, Нильс Петер
Нильс Петер Ангельн (швед. Nils Peter Angelin; 1805—1876) — шведский геолог и палеонтолог.
В 1857 году стал членом Шведской королевской академии наук.

## Биография
Родился  23 июля 1805 года в городе Лунд, Швеция, в семье кузнеца Tuve Angelin.
Изучал естественные науки, особенно геологию и палеонтологию в университете Лунда.
Занимался полевыми исследованиями по всей Скандинавии, заработав хорошую репутацию за рубежом. Опубликовал две крупных работы о палеонтологии Скандинавии — Palæontologia suecica (1851) und Palæontologia scandinavica (1854).
В 1857 году Ангельн получил докторскую степень в университете Бреслау (ныне Вроцлавский университет). В 1860 году стал преподавателем и в том же году — адъюнктом палеонтологии в университете Лунда. Позже стал профессором и ведущим специалистом по палеонтологии в Шведском музее естественной истории в Стокгольме, коллекцию которого он создавал. Его преемником стал Густав Линдстрём, который посмертно издал несколько работ Нильса Ангельна.
Умер 13 февраля 1876 года. Женат не был.